# Stavträsktjärnen, Västerbotten
Stavträsktjärnen är en sjö i Skellefteå kommun i Västerbotten och ingår i Skellefteälvens huvudavrinningsområde. Sjön har en area på 0,0604 kvadratkilometer och ligger 250,9 meter över havet.

## Delavrinningsområde
Stavträsktjärnen ingår i det delavrinningsområde (722123-169849) som SMHI kallar för Ovan Älgträskbäcken. Medelhöjden är 269 meter över havet och ytan är 32,98 kvadratkilometer. Räknas de 23 avrinningsområdena uppströms in blir den ackumulerade arean 269,26 kvadratkilometer. Skidträskån (Grundträskån) som avvattnar avrinningsområdet har biflödesordning 3, vilket innebär att vattnet flödar genom totalt 3 vattendrag innan det når havet efter 80 kilometer. Avrinningsområdet består mestadels av skog (68 procent) och sankmarker (19 procent). Avrinningsområdet har 0,9 kvadratkilometer vattenytor vilket ger det en sjöprocent på 2,7 procent.